# 2385 Mustel
2385 Mustel este un asteroid din centura principală, descoperit pe 11 noiembrie 1969 de Liudmila Cernîh.